# Filmkritik
Filmkritik est une revue cinématographique ouest-allemande publiée de 1957 à 1984.

## Histoire
La création de la revue Filmkritik en 1957 par Enno Patalas et Wilfried Berghahn marquait une rupture délibérée avec la forme jugée dépassée de la critique cinématographique qui dominait jusqu'alors l'Allemagne d'après-guerre. Le premier numéro est paru en janvier 1957 à Munich. Il s'opposait à la « critique feuilletoniste » traditionnelle et considérait le cinéma comme une production idéologique. Le plaisir d'écrire et de lire devait se nourrir du plaisir de connaître. « C'est justement la critique qui devrait susciter le désir de notre époque, celui de Brecht, de tout comprendre de telle sorte que nous puissions intervenir ».
Les auteurs chassés d'Allemagne par les nazis, comme Siegfried Kracauer et Lotte H. Eisner, constituaient un point de référence important pour la critique cinématographique. La revue Filmkritik ne se contentait pas de discuter de films individuels, mais devenait, en partie grâce à la traduction d'articles des Cahiers du cinéma et en partie grâce à ses propres contributions, un important organe de diffusion d'approches théoriques du cinéma telles que la politique des auteurs et les travaux sur le cinéma de genre.
Parmi les auteurs de la revue Filmkritik, on compte notamment Wilfried Berghahn (de), Hartmut Bitomsky, Wolf-Eckart Bühler, Harun Farocki, Helmut Färber, Frieda Grafe, Ulrich Gregor, Theodor Kotulla, Uwe Nettelbeck, Dietrich Kuhlbrodt, Peter Nau, Susanne Röckel, Günter Rohrbach, Heinz Ungureit et Wim Wenders.
Dans les années 1960 et 1970, la revue était le principal forum de débats cinématographiques artistiques et politiques en République fédérale d'Allemagne. Son histoire mouvementée s'est terminée en 1984 avec le numéro 333-334.